# سيمون كروز
سيمون كروز (بالسويدية: Simon Cruz)‏ هو مغني سويدي، ولد في 26 يوليو 1979.